# Elecciones presidenciales de Mauritania de 2014
Las elecciones presidenciales se celebraron en Mauritania el 21 de junio de 2014.  El resultado fue una victoria en primera vuelta para el presidente titular Mohamed Uld Abdelaziz de la Unión por la República, que recibió el 82% de los votos. La mayoría de los partidos de la oposición boicotearon la elección. Aunque boicoteada por grupos de la oposición, la elección fue elogiada por la Unión Africana por haberse celebrado de manera relativamente pacífica. La participación fue del 56%.

## Antecedentes
Mohamed Ould Abdel Aziz era el actual presidente de Mauritania en el momento de las elecciones y llevaba en el cargo desde 2009. Soldado de carrera y oficial de alto rango, fue una figura destacada en el golpe de Estado de agosto de 2005 que derrocó al presidente Maaouya Ould Sid'Ahmed Taya, y en agosto de 2008 encabezó otro golpe de Estado, que derrocó al presidente Sidi Uld Cheij Abdallahi. Tras el golpe de Estado de 2008, Abdelaziz se convirtió en presidente del Alto Consejo de Estado como parte de lo que se describió como una transición política que condujo a una nueva elección.  Renunció a ese cargo en abril de 2009 para presentarse como candidato en las elecciones presidenciales de julio de 2009, que ganó. Volvió a presentarse como candidato en las elecciones de 2014.

## Resultados
| Candidato                                                         | Partido                                                                | Votos     | %     |
| ----------------------------------------------------------------- | ---------------------------------------------------------------------- | --------- | ----- |
| Mohamed Ould Abdel Aziz                                           | Unión por la República                                                 | 577,995   | 81.89 |
| Biram Dah Abeid                                                   | Iniciativa para el Resurgimiento del Movimiento Abolicionista          | 61,218    | 8.67  |
| Boïdiel Ould Houmeit                                              | El Wiam                                                                | 31,773    | 4.50  |
| Ibrahima Moctar Sarr                                              | Alianza por la Justicia y la Democracia / Movimiento por la Renovación | 31,368    | 4.44  |
| Lalla Mariam Bint Moulaye Idriss                                  | Candidato independiente                                                | 3,434     | 0.49  |
| Votos inválidos / en blanco                                       | Votos inválidos / en blanco                                            | 44,077    | –     |
| Total                                                             | Total                                                                  | 749,865   | 100   |
| Votantes registrados / participación                              | Votantes registrados / participación                                   | 1,328,168 | 56.46 |
| Fuente: IDEA,Archivado el 30 de junio de 2014 en Wayback Machine. |                                                                        |           |       |